# Lycia isabellae
Lycia isabellae är en fjärilsart som beskrevs av John William Heslop-Harrison 1914. Lycia isabellae ingår i släktet Lycia och familjen mätare, Geometridae. Inga underarter finns listade i Catalogue of Life.